# Vioolconcert (Beethoven)
Het vioolconcert in D groot, Op. 61 van Ludwig van Beethoven is een van de bekendste en meest gespeelde vioolconcerten uit het late classicisme. Het werd in 1806 geschreven en ging op 23 december van dat jaar in première in het Theater an der Wien in Wenen. Beethoven schreef het stuk voor zijn collega Franz Clement, die het stuk ook voor het eerst uitvoerde samen met Beethoven als dirigent. Echter werd de eerste druk van het stuk in 1808 aan Beethovens vriend Stephan von Breuning opgedragen. Het concert werd niet goed ontvangen en werd in de jaren daarna weinig meer uitgevoerd.
Vanaf 1844, zeventien jaar na Beethovens dood, kwam het stuk weer tot leven. De toen pas 12-jarige Joseph Joachim speelde het stuk onder leiding van Felix Mendelssohn Bartholdy in Londen. Sindsdien is het een van de meest bekende en meest gespeelde vioolconcerten en wordt het regelmatig uitgevoerd en opgenomen.

## Indeling
Het concert is geschreven in drie delen (met tussen haakjes de toonsoort):
1. Allegro, ma non troppo (D groot)
2. Larghetto (G groot)
3. Rondo. Allegro (D groot)

Het stuk is geïnstrumenteerd voor één fluit, twee hobo's, klarinetten (in A en C), fagotten, hoorns (in D en G), trompetten (in D) en pauken samen met strijkers. De cadenza's zijn door vele bekende violisten geschreven, onder wie Joseph Joachim en Fritz Kreisler, wiens cadenza's onder het grote publiek het meest bekend zijn. Ook Alfred Schnittke schreef cadenza's voor het stuk met sterke 20e-eeuwse invloeden. In 1980 nam Gidon Kremer het met zijn zelf gecomponeerde cadenza's op.

## Pianoconcert
In 1807 maakte Beethoven op verzoek van Muzio Clementi een bewerking van het concert, voor pianoforte. Het werd onderdeel van een verzameling Beethoveniana die in Londen werd uitgebracht. Het werk staat bekend als het zesde pianoconcert, op.61a. Het is echter niet zomaar een bewerking, maar bevat meer variaties en cadenza's dan het origineel zelf. (De violisten Bronislaw Huberman en Yehudi Menuhin gebruikten regelmatig de pianoversie als basis voor hun uitvoering van het vioolconcert.) 
Verschillende pianisten van naam (zoals Barenboim, Oppitz, Mustonen) hebben er opnames van gemaakt. 